# Wahlenbergia stellarioides
Wahlenbergia stellarioides là loài thực vật có hoa trong họ Hoa chuông. Loài này được Cham. miêu tả khoa học đầu tiên năm 1833.